# Карбалія
Карба́лія (рум. Carbalia) — село-анклав Вулканештського округу в автономії Гагаузія, у Молдові, утворює окрему комуну.
Село розташоване на річці Велика Салча.
Населення утворюють в основному гагаузи — 375 осіб, живуть також молдовани — 78, болгари  — 32, українці — 23, росіяни — 18.